# Бобринец
Бо́бринец (укр. Бо́бринець) — город, центр Бобринецкой городской общины Кропивницкого района Кировоградской области.

## Географическое положение
Расстояние до Кропивницкого — 53 км, до Киева — 366 км.

## Предыстория
Археологические находки в районе Бобринца свидетельствуют, что территория на которой он расположен была заселена людьми около 15 тысяч лет назад.
Рядом с городом находятся курганы и могильники, в том числе скифского поселения (V—IV веков до н. э.), встречаются находки римских монет (II век до н. э.)

## История
Поселение основано в XVIII веке.
В 1816 году в селе Бобринце проживало 1 910 человек.
6 декабря 1828 года из упразднённых Елисаветградского и Ольвиопольского уездов Херсонской губернии Российской империи был образован Бобринецкий уезд, при этом казённое село Бобринец получило статус уездного города.
С 1865 года уездное управление было переведено в город Елисаветград, с переименованием Бобринецкого уезда в Елисаветградский, а Бобринец обращён в заштатный город Елисаветградского уездa Херсонской губернии.
К 1 января 1890 года Бобринец вместе с предместьями Грицьково, Рощина, Военщина и Ковалевка имел 10 053 жителей (из которых 20 % евреев). В городе имелись почтово-телеграфная станция, мукомольня (перемалывающая до 8 000 пудов хлеба), православная церковь, городское начальное училище, еврейская школа и синагога.
С 1896 года в Бобринце размещалось правление Алексеевской волости Елисаветградского уезда.
В 1923 году в городе было 5 мельниц, электростанция, 7 маслозаводов и около 100 частных торговых предприятий.
17 февраля 1930 года в Бобринце началось издание газеты Бобринецкиого района (Украинская ССР) «Честь хлебороба».
В 1939 году начала работать поликлиника, также были две больницы и три амбулатории.
6 августа 1941 года, во время Великой Отечественной войны 1941—1945 годов, город Бобринец был оккупирован войсками немецко-фашистских захватчиков. Освобождён 16 марта 1944 года войсками 57-й и 37-й армий 3-го Украинского фронта Рабоче-крестьянской Красной армии (РККА) Вооружённых сил СССР в ходе Березнеговато-Снигирёвской наступательной операции (6—18 марта 1944 года) под командованием генерала армии Родиона Яковлевича Малиновского. Также здесь родился Герой Советского Союза Владимир Сербулов.
В 1968 году численность населения города составляла 11,6 тысяч человек. Здесь действовали маслодельный завод и другие предприятия пищевой промышленности, сельскохозяйственный техникум, музей М. Л. Кропивницкого и И. К. Тобилевича (Карпенко-Карого).
По данным Всесоюзной переписи населения 1989 года, общая численность населения города Бобринца составляла 12 869 человек (в том числе, 6 037 мужчин и 6 832 женщины). Основой экономики являлись предприятия пищевой промышленности.
В мае 1995 года Кабинет министров Украины утвердил решение о приватизации находившихся в городе завода продовольственных товаров, райсельхозтехники и райсельхозхимии.
В 2020 году, в ходе административной реформы Бобринецкий район был упразднён, а город стал центром Бобринецкой городской общины, вошедшей в состав Кропивницкого района.

## Население
По состоянию на 1 января 2013 года численность населения города составляла 10 991 человек.

### Языковой состав
По данным переписи 2001 года 97,25 % населения города указали украинский язык родным, 2,08 % — русский, 0,67 % — другие языки.

## Современное состояние

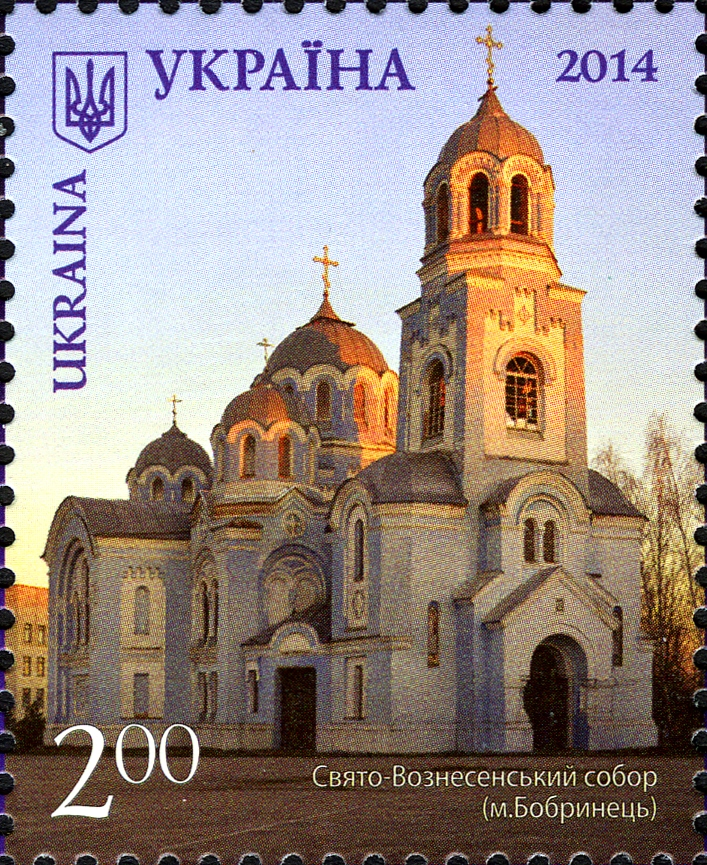
Свято-Вознесенский собор в Бобринце на марке Украины, 2014 г.

В Бобринце функционируют 3 дома культуры, 4 библиотеки, пять творческих коллективов районного дома культуры носят звания народных. Большой популярностью пользуются музыкальная школа и детская школа искусств. В городе действует историко-краеведческий музей.
Также в городе решено развивать туризм. В ходе этой программы установлены велосипедные парковки и проложены туристические маршруты. Планируется открытие велосипедного проката и гостиницы.

## Образование
- Сельскохозяйственный техникум
- Профессионально-техническое училище № 32 г[14].

## Транспорт
Железнодорожная станция.
Через город проходит шоссе Н-14.

## Герб Бобринца

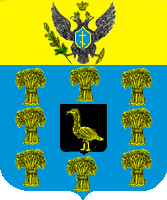
Герб города Бобринец 1857 года.

Герб Бобринца утвержден 7 ноября 1847 года вместе с другими гербами Херсонской губернии.
«В верхней части щита герб Херсонский: в щите, имеющем золотое поле, изображен черный, двуглавый коронованный орел, который в правой лапе держит лавровую ветвь, а в левой — пламя; на груди сего орла в голубом щитке означен золотой крест с четырьмя в верхней части лучами, а внизу маленьким перекладом. В нижней, пространной, в голубом поле, в середине, небольшой черный щит, в котором птица дрофа, и вокруг черного щита восемь хлебных снопов».
Известен проект герба Бобринца, составленный по правилам 1857 года: в лазуревом поле золотой щиток с лазуревой дрофой, сопровождаемый золотыми снопами. В вольной части щита — герб Херсонской губернии.

## Достопримечательности
К архитектурным памятникам принадлежат сооруженный в 1912 году Вознесенский собор (архитектор — Я. В. Паученко) и Свято-Николаевская церковь. В городском парке установлен памятник корифею украинского театра Марку Кропивницкому, который вместе с Иваном Карпенко-Карым (Тобилевичем) в 1860-х годах организовали в Бобринце самодеятельный драматический кружок.

## Известные уроженцы
- М. Б. Винярский (1912—1977) — кинорежиссёр;
- Д. Г. Гершфельд (1911—2005) — композитор, музыкальный педагог;
- В. Ф. Корж (1938—2014) — поэт;
- Л. Р. Корниец (1901—1969) — политический деятель;
- П. Е. Тодоровский (1925—2013) — кинорежиссёр, кинооператор, сценарист, актёр и композитор, народный артист РСФСР.
- П. П. Шумилов (1901—1942) — учёный, изобретатель, конструктор вооружений.

## Галерея

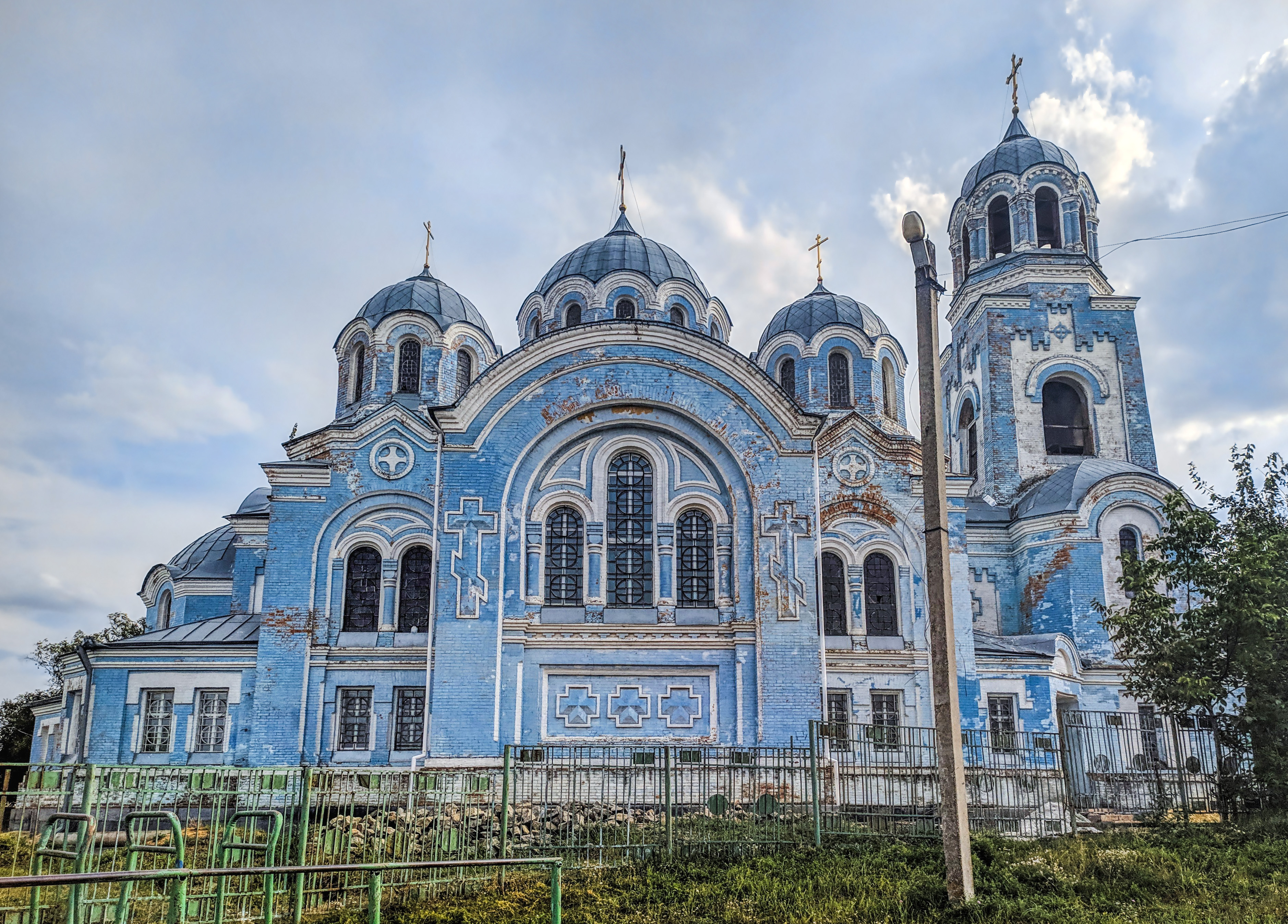
Вознесенский собор
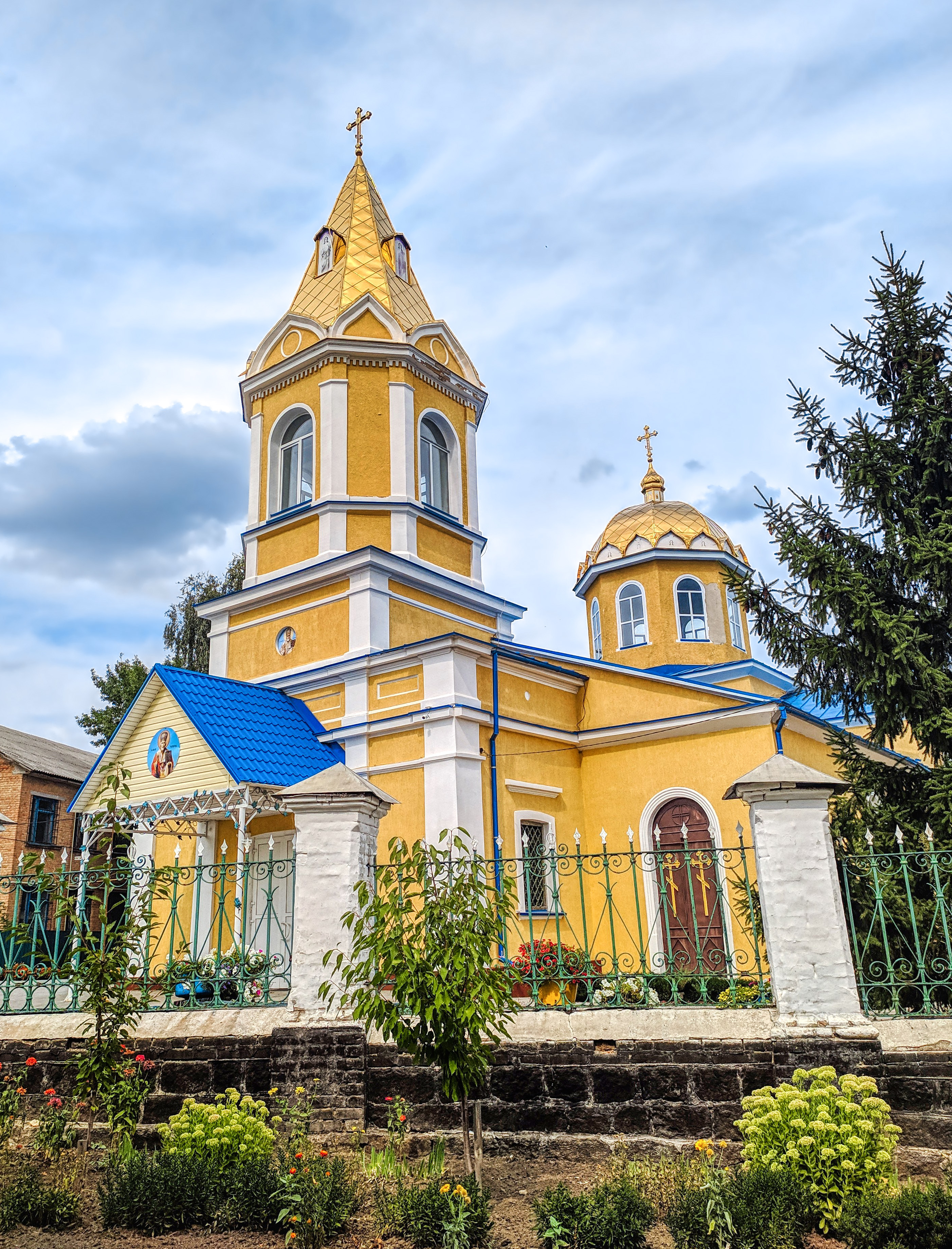
Свято-Николаевская церковь
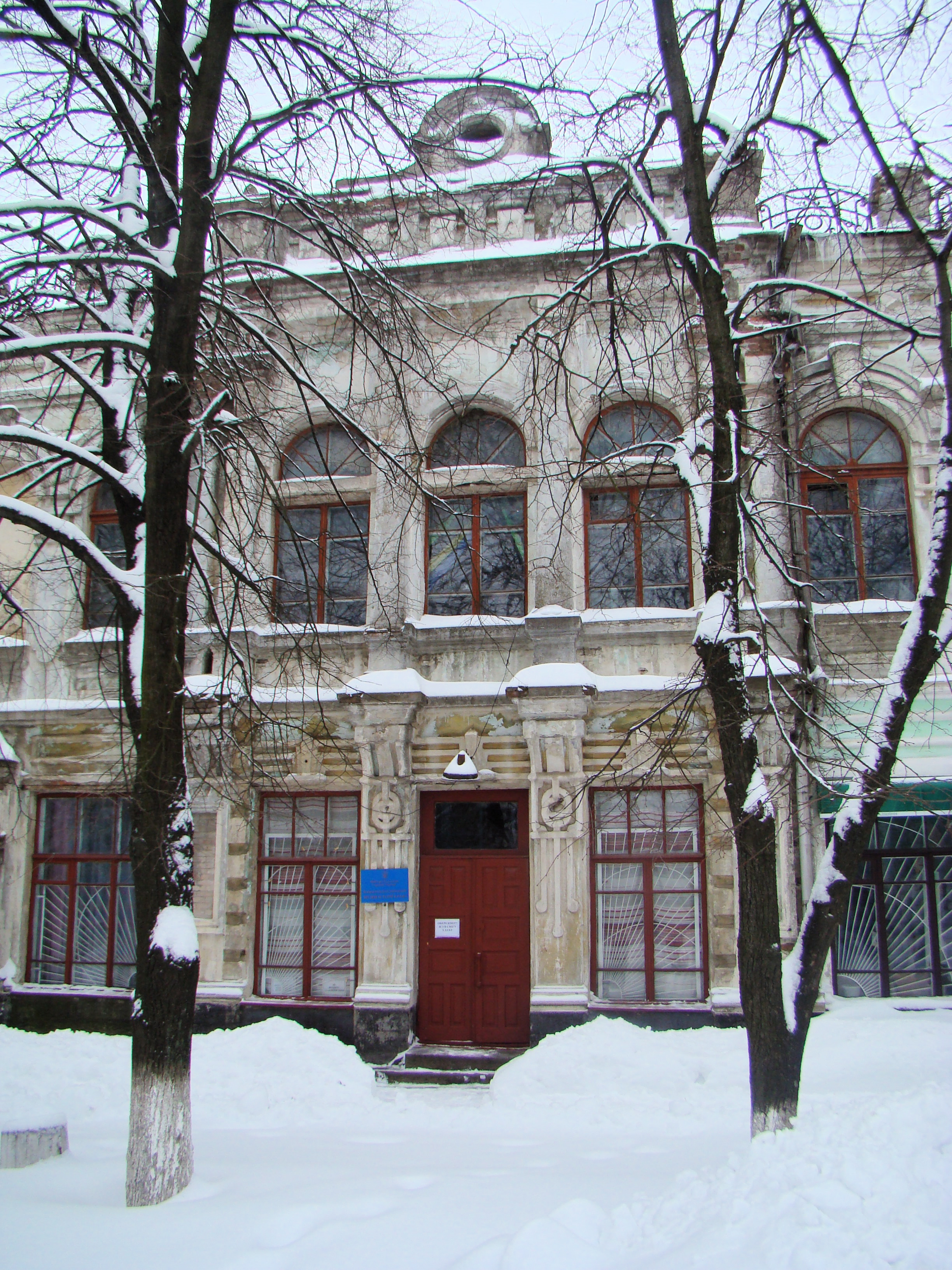
Историко-краеведческий музей
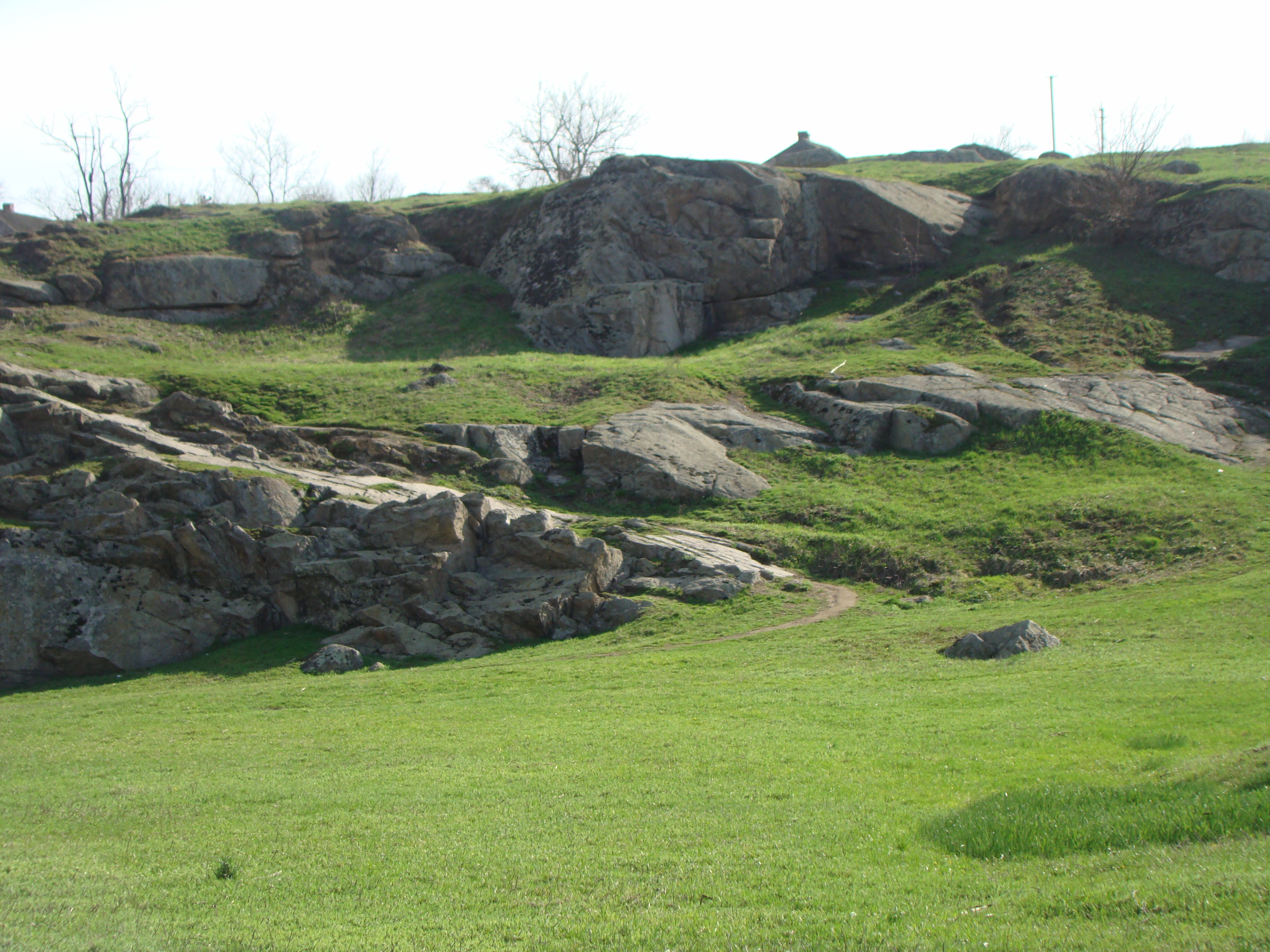
Парк
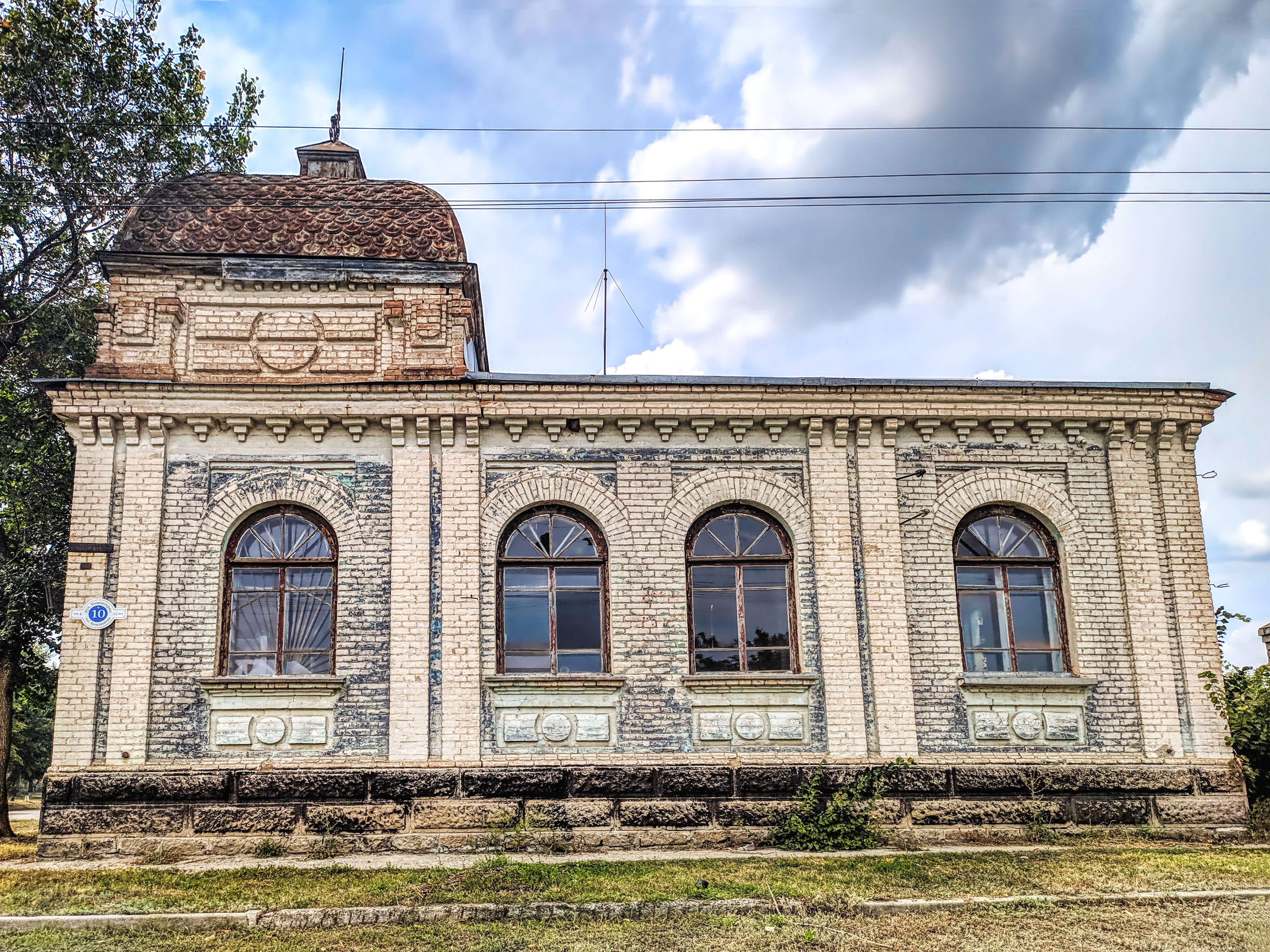
Бывшая синагога

## Факты
- Части Красной Армии принимавшие участие в освобождении города:
  - Украинский фронт (генерал армии Малиновский Родион Яковлевич):
    - 57-я армия (генерал-лейтенант Гаген Николай Александрович):
      - 68-й стрелковый корпус (генерал-майор Шкодунович Николай Николаевич):
        - 93-я стрелковая дивизия (генерал-майор Крузе Аполлон Яковлевич);
        - 113-я стрелковая дивизия (полковник Дмитриев Петр Васильевич);
        - 223-я стрелковая дивизия (полковник Татарчевский Петр Михайлович);

      - 64-й стрелковый корпус (генерал-майор Анашкин Михаил Борисович):
        - 19-я стрелковая дивизия (генерал-майор Лазарев Павел Ефимович).

## Разное
Бобринец упоминается в романе Виктора Пелевина «Empire V», где обыгрывается сетевой жаргон («В Бобринец, тварино!» — аллюзия на фразу «В Бобруйск, животное!»).